# Andreas Palicka
Andreas Miroslav Palicka, más conocido como Andreas Palicka, (Lund, 10 de julio de 1986) es un jugador de balonmano sueco que juega de portero en el Paris Saint-Germain. Es además internacional con la selección de balonmano de Suecia.
Con la selección ha ganado la medalla de oro en el Campeonato Europeo de Balonmano Masculino de 2022, y la medalla de plata en el Campeonato Europeo de Balonmano Masculino de 2018 y en el Campeonato Mundial de Balonmano Masculino de 2021.

## Palmarés

### Selección nacional
| Campeonato Mundial | Campeonato Mundial   | Campeonato Mundial | Campeonato Mundial |
| Año                | Lugar                | Medalla            |                    |
| ------------------ | -------------------- | ------------------ | ------------------ |
| 2021               | Egipto               | Medalla de plata   |                    |
| Campeonato Europeo |                      |                    |                    |
| Año                | Lugar                | Medalla            |                    |
| 2018               | Croacia              | Medalla de plata   |                    |
| 2022               | Hungría y Eslovaquia | Medalla de oro     |                    |
| 2024               | Alemania             | Medalla de bronce  |                    |

### Redbergslid
- Liga sueca de balonmano masculino (1): 2003

### THW Kiel
- Liga de Alemania de balonmano (7): 2009, 2010, 2011, 2012, 2013, 2014, 2015
- Liga de Campeones de la EHF (2): 2010, 2012
- Copa de Alemania de balonmano (4): 2009, 2011, 2012, 2013
- Supercopa de Alemania de balonmano (4): 2011, 2012, 2014, 2015
- Campeonato Mundial de Clubes de Balonmano (1): 2011

### Rhein-Neckar Löwen
- Liga de Alemania de balonmano (1): 2017
- Supercopa de Alemania de balonmano (2): 2016, 2017
- Copa de Alemania de balonmano (1): 2018

### PSG
- Liga de Francia de balonmano (2): 2023, 2024
- Supercopa de Francia (1): 2023

## Clubes
- Redbergslids IK (2002-2008)
- THW Kiel (2008-2015)
- Aalborg HB (2015-2016)
- Rhein-Neckar Löwen (2016-2021)
- Redbergslids IK (2021-2022)[6]
- Paris Saint-Germain (2022- )[7]